# Estada
Estada est une municipalité de la comarque de Somontano de Barbastro, dans la province de Huesca, dans la communauté autonome d'Aragon en Espagne.